# Gimnomera tarsea
Gimnomera tarsea är en tvåvingeart som först beskrevs av Carl Fredrik Fallén 1819.  Gimnomera tarsea ingår i släktet Gimnomera, och familjen kolvflugor. Arten är reproducerande i Sverige.